# Selección de fútbol sub-16 de Eslovaquia
La selección de fútbol sub-16 de Eslovaquia es el equipo nacional de fútbol sub-16 de Eslovaquia, controlado por la Asociación Eslovaca de Fútbol, y se considera un equipo de apoyo al equipo sub-17 de Eslovaquia.

## Jugadores

### Última convocatoria
Los siguientes jugadores fueron llamados para el equipo para el Torneo de Desarrollo Sub-16 de la UEFA 2023 en mayo.
| No. | Pos. | Jugador                | Fecha de nacimiento (edad) | Apa. | Goles | Club                       |
| --- | ---- | ---------------------- | -------------------------- | ---- | ----- | -------------------------- |
|     |      | Adrián Malovec         | 17 años                    | 2    | 0     | Slovan Bratislava          |
|     |      | Sebastian Zajac        | 17 años                    | 1    | 0     | Podbeskidzie Bielsko-Biała |
|     |      |                        |                            |      |       |                            |
|     | DEF  | Matúš Pavlík           | 17 años                    | 4    | 0     | Žilina                     |
|     | DEF  | Martin Meško           | 18 años                    | 2    | 0     | Žilina                     |
|     | DEF  | Lucas Benjamin Németh  | 17 años                    | 2    | 0     | Slovan Bratislava          |
|     | DEF  | Nicolas Sagan          | 17 años                    | 2    | 0     | Petržalka                  |
|     | DEF  | Martin Valigura        | 18 años                    | 2    | 0     | Ružomberok                 |
|     | DEF  | Alex Barilla           | 18 años                    | 1    | 0     | Petržalka                  |
|     | DEF  | Barnabas Ferenczi      | 18 años                    | 0    | 0     | DAC Dunajská Streda        |
|     | DEF  | Martin Turanský        |                            | 0    | 0     | Spartak Trnava             |
|     |      |                        |                            |      |       |                            |
|     | MED  | Milan Polča            | 18 años                    | 4    | 0     | Košice                     |
|     | MED  | Šimon Vlna             | 17 años                    | 4    | 0     | Burgenland                 |
|     | MED  | Daniel Osman           |                            | 2    | 0     | Standard Liège             |
|     | MED  | Kristián Pavol Stručka | 17 años                    | 2    | 0     | Žilina                     |
|     | MED  | Martin Bačík           | 18 años                    | 0    | 0     | Ružomberok                 |
|     | MED  | Filip Trello           |                            | 0    | 0     | Spartak Trnava             |
|     |      |                        |                            |      |       |                            |
|     | DEL  | Dávid Bukovský         | 17 años                    | 2    | 0     | Spartak Trnava             |
|     | DEL  | Patrik Jevoš           | 17 años                    | 2    | 0     | Ružomberok                 |
|     | DEL  | Samuel Kováčik         |                            | 0    | 0     | Žilina                     |
|     | DEL  | Denis Valko            | 17 años                    | 2    | 0     | DAC Dunajská Streda        |